# Episodi di Saranno famosi (sesta stagione)
Questa voce contiene trame, dettagli e crediti dei registi e degli sceneggiatori della sesta stagione della serie televisiva Saranno famosi
Negli Stati Uniti, la serie fu trasmessa dalla NBC dal 6 ottobre 1986 al 18 maggio 1987, mentre in Italia andò in onda nel 1989.
| nº | Titolo originale                      | Titolo italiano               | Prima TV USA     | Prima TV Italia |
| -- | ------------------------------------- | ----------------------------- | ---------------- | --------------- |
| 1  | Back to Something New                 | Si torna al nuovo             | 6 ottobre 1986   | 3 gennaio 1989  |
| 2  | The Last Dance                        | L'ultimo ballo                | 13 ottobre 1986  | 2 gennaio 1989  |
| 3  | New Faces                             | Facce nuove nella scuola      | 20 ottobre 1986  |                 |
| 4  | Judgement Day                         | Il giorno del giudizio        | 27 ottobre 1986  | 5 gennaio 1989  |
| 5  | All Talking, All Singing, All Dancing | Lo spettacolo dell'anno       | 3 novembre 1986  | 10 gennaio 1989 |
| 6  | Hold the Baby                         | Reggi il pupo                 | 10 novembre 1986 | 11 gennaio 1989 |
| 7  | A Different Drummer                   | Tutta un'altra musica         | 17 novembre 1986 | 6 gennaio 1989  |
| 8  | Mr Wacky's World                      | Il mondo di Mr. Wacky         | 24 novembre 1986 | 13 gennaio 1989 |
| 9  | All I Want for Christmas              | Quello che voglio per Natale  | 8 dicembre 1986  |                 |
| 10 | Fame and Fortune                      | Fama e fortuna                | 29 dicembre 1986 |                 |
| 11 | Go Softly Into Morning                | Entra dolcemente nel mattino  | 5 gennaio 1987   |                 |
| 12 | Love Kittens Go to High School        | Le gattine vanno al liceo     | 26 gennaio 1987  | 14 gennaio 1989 |
| 13 | The Crimson Blade                     | La lama scarlatta             | 2 febbraio 1987  | 17 gennaio 1989 |
| 14 | Pros and Cons                         | Pro e contro                  | 9 febbraio 1987  | 18 gennaio 1989 |
| 15 | The Big Contract                      | Il grande contratto           | 16 febbraio 1987 | 19 gennaio 1989 |
| 16 | Stradi-various                        | Il violino fatato             | 23 febbraio 1987 | 20 gennaio 1989 |
| 17 | That Was the Weekend That Was         | C'era una volta un weekend    | 16 marzo 1987    |                 |
| 18 | Ian's Girl                            | La ragazza di Ian             | 23 marzo 1987    | 23 gennaio 1989 |
| 19 | Best Buddies                          | Amici per la pelle            | 30 marzo 1987    | 24 gennaio 1989 |
| 20 | The Lounge Singer Who Knew Too Much   | Il cantante che sapeva troppo | 20 aprile 1987   |                 |
| 21 | Reggie and Rose                       | Reggie e Rose                 | 27 aprile 1987   | 26 gennaio 1989 |
| 22 | Of Cabbages and Kings                 | Cenere e diamanti             | 4 maggio 1987    |                 |
| 23 | Alice Doesn't Work Here Anymore       | Alice non lavora più qui      | 11 maggio 1987   | 27 gennaio 1989 |
| 24 | Baby, Remember My Name                | Baby, ricordati il mio nome   | 18 maggio 1987   |                 |